# ماركو نيكوليتش (لاعب كرة قدم مواليد 1998)
ماركو نيكوليتش هو لاعب كرة قدم صربي في مركز الدفاع، ولد في 31 مارس 1998 في بلغراد في صربيا. لعب مع أرسنال كييف ونادي دبرتسني.

## وصلات خارجية
- ماركو نيكوليتش (لاعب كرة قدم مواليد 1998) على موقع اتحاد المجر (الهنغارية)
- ماركو نيكوليتش (لاعب كرة قدم مواليد 1998) على موقع اتحاد أوكرانيا (الإنجليزية)
- ماركو نيكوليتش (لاعب كرة قدم مواليد 1998) على موقع قاعدة بيانات كرة القدم.إي يو (الإنجليزية)
- ماركو نيكوليتش (لاعب كرة قدم مواليد 1998) على موقع Soccerway.com (الإنجليزية)
- ماركو نيكوليتش (لاعب كرة قدم مواليد 1998) على موقع عالم كرة القدم.نت (الإنجليزية)